# Santa María Tepantlali
Santa María Tepantlali es una localidad del estado mexicano de Oaxaca. Es cabecera del municipio de Santa María Tepantlali.

## Demografía
| Censo | Población |
| ----- | --------- |
| 1900  | 758       |
| 1910  | 385       |
| 1921  | 778       |
| 1930  | 804       |
| 1940  | 690       |
| 1950  | 347       |
| 1960  | 435       |
| 1970  | 580       |
| 1980  | 520       |
| 1990  | 724       |
| 1995  | 976       |
| 2000  | 981       |
| 2005  | 960       |
| 2010  | 1096      |
| 2020  | 1342      |